# سیگین ۳۶۳۱
سیارک ۳۶۳۱ (به انگلیسی: 3631 Sigyn، نامگذاری:1987BV1) سه هزار و ششصد و سی و یکمین سیارک کشف شده‌است که در ۲۵ ژانویه ۱۹۸۷ کشف شد.
قدر مطلق سیارک برابر ۱۰٫۵۰ است.